# Centrum Dokumentacji Zsyłek, Wypędzeń i Przesiedleń w Krakowie

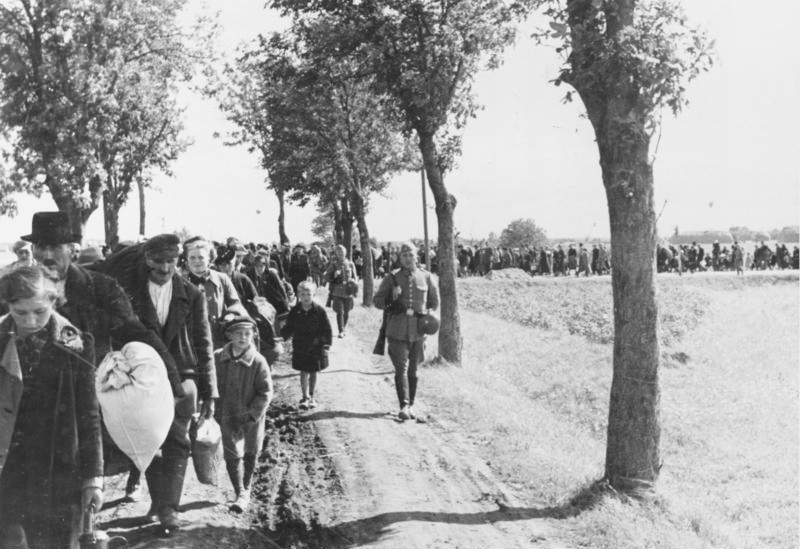
Wysiedlanie Polaków z Kraju Warty w 1939

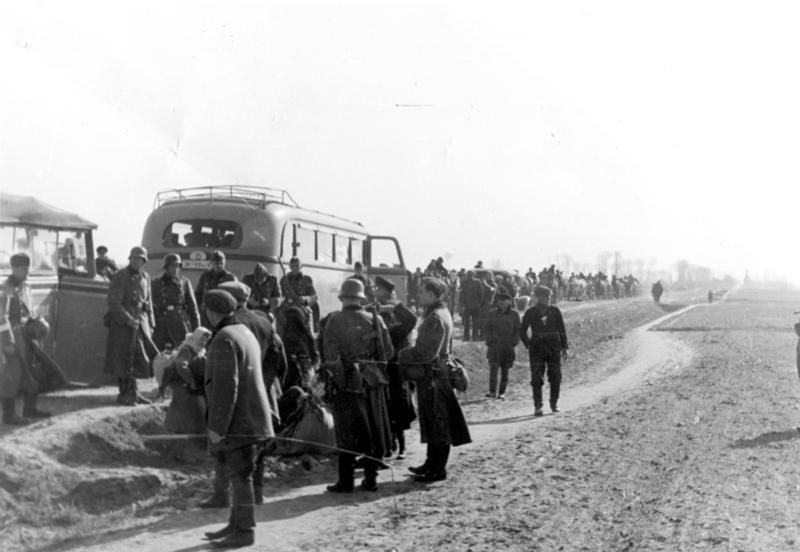
Wysiedlenie Polaków z Wielkopolski, 1939

Centrum Dokumentacji Zsyłek, Wypędzeń i Przesiedleń – publiczna placówka o charakterze naukowo-badawczym i edukacyjnym z siedzibą w Krakowie w Forcie „Skotniki”.
Pierwotnie planowano inną nazwę: Centrum Dokumentacji Przymusowych Migracji Polaków w Krakowie, jednak uwzględniając prośby Sybiraków, przyjęto obecną nazwę. Centrum zostało powołane we współpracy wojewody małopolskiego i Uniwersytetu Pedagogicznego w Krakowie, 12 stycznia 2011 roku, a swoją działalność zainaugurowało 3 marca 2011 roku. W zamyśle, Centrum jest w pewnym stopniu „odpowiedzią” na tworzone w Berlinie Centrum przeciwko Wypędzeniom. Pierwszym dyrektorem centrum został dr Hubert Chudzio.
Organizacyjnie i formalnie Centrum Dokumentacji Zsyłek, Wypędzeń i Przesiedleń, działa w ramach krakowskiego Uniwersytetu Pedagogicznego. Składa się z trzech jednostek wewnętrznych:
1. Muzeum Zsyłek, Wypędzeń i Przesiedleń Polaków
2. Instytutu Badań nad Przymusowymi Migracjami Polaków
3. Biblioteki i Archiwum Centrum Dokumentacji Zsyłek, Wypędzeń i Przesiedleń

## Zadania Centrum
Zgodnie z paragrafem 10 Statutu Centrum, jego zadania obejmują:
- prowadzenie badań naukowych w zakresie tematyki przymusowych migracji,
- wydawanie publikacji i materiałów naukowych związanych z tematyką działalności Centrum,
- kształcenie i rozpowszechnianie wiedzy o przymusowych migracjach, m.in. poprzez prowadzenie zajęć, kursów, szkoleń, staży i praktyk,
- organizacja i prowadzenie jednostek wspomagających kształcenie, takich jak Archiwum Przymusowych Migracji i Muzeum Przymusowych Migracji,
- utrwalanie wspomnień świadków historii,
- gromadzenie relacji i dokumentów dotyczących przymusowych migracji oraz ich opracowywanie,
- współpraca z jednostkami samorządu terytorialnego, instytucjami nauki i kultury, stowarzyszeniami, w tym ze Związkami Sybiraków i innymi stowarzyszeniami przymusowo wysiedlonych,
- działalność edukacyjno-promocyjna, m.in. wydawanie książek, filmów, organizacja wystaw i inne.